# الخرايب
الخرايب هي إحدى القرى اللبنانية من قرى قضاء صيدا في محافظة الجنوب.
تقع الخرايب بين مدينتي صيدا وصور على الخط الساحلي وهي تابعة ادارياً لمحافظة لبنان الجنوبي، وتعلو عن سطح البحر حوالى 150م في أعلى نقطة فيها في منطقة ضهر العين.
يحدها من الشمال بلدة عدلون وكوثرية الرز، ويفصل بين البلدات نهر أبو الاسود الذي يشتد في الشتاء ويجف في الصيف. أما من الشرق فتحدها بلدتا أرزي والزرارية ومن الجنوب نهر الليطاني ومن الغرب البحر المتوسط. يضم نطاق الخرايب من الناحية الغربية مزارع عدة هي: السكنية وجمجيم وكفربدا والواسطة. المعلومات حول تاريخ الخرايب القديم والوسيط قليلة. إلاّ انه تبعاً لموقعها وللآثار التي وجدت فيها، كانت لها على الأرجح أهمية إستراتيجية، وقد سكنتها شعوب مختلفة تركت آثاراً تدل على ذلك.
عائلات البلدة:
تمتد مساحة الخرايب حوالى 10 كلم من الشرق إلى الغرب و7 كلم من الشمال إلى الجنوب، ويبلغ عدد سكانها حوالى 9 آلاف نسمة وهم موزعون على العائلات التالية: عكوش، دهيني، الدرّ، حمّود، فركوح، حايك، حماده، زين، بلال، عزالدين، خليل، طبل، حمدان، شومان، شرقاوي، سبيتي، خليفة، مروة، كجك، غازي، صغير، صعب، شور، حريبي، عراجة، وهبي، حجازي، الخليلي، جزيني، الاسعد، صالح، رحال، إسماعيل، الحاج، حيدر، هاني، اخضر، رعد، موسى، الفارس، حمدون، جواد، حوراني، نصرالله، الغول، الريس، الحاج محمد، العلي، احمد، حسين، كسيره، قاسم، ناصر

## تاريخ

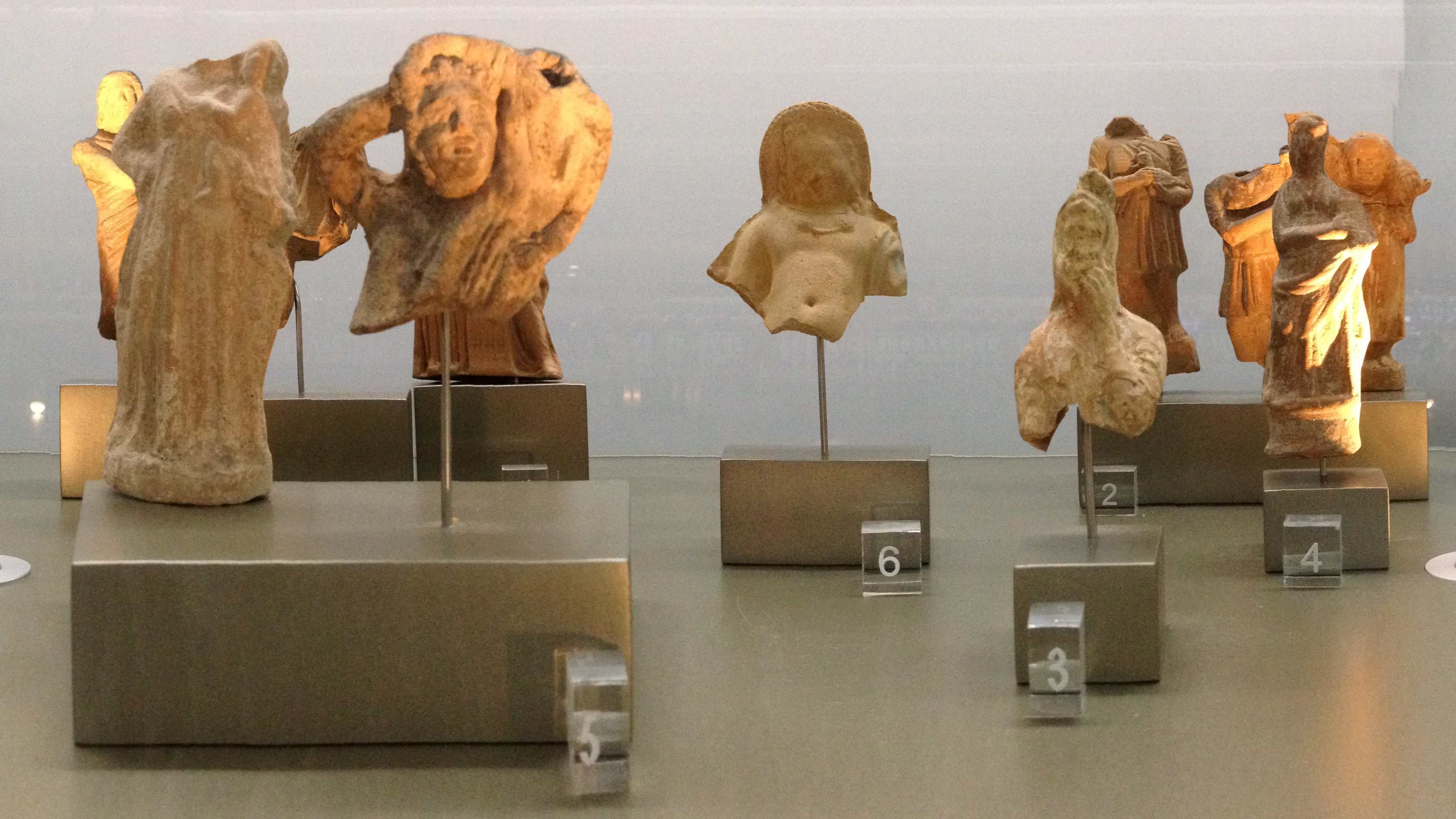
تماثيل من الفترة الهلنستية (330-31 قبل الميلاد) من الخرايب وصور، تعرض النفوذ اليوناني، في معرض في مطار رفيق الحريري الدولي في بيروت

كشفت التنقيبات الأثرية في الخرايب والمناطق المجاورة لها عن مشهد استيطاني معقد يمتد لفترات زمنية مختلفة، من عصور ما قبل التاريخ إلى العصر العثماني (1516-1918). كانت منطقة الخرايب مأهولة بالسكان منذ العصر الحجري القديم الأوسط، كما يتضح من العديد من الأدوات الصوانية. تأتي أولى علامات الاستخدام الزراعي في الفترات التاريخية من موقع جمجيم بالقرب من الخرايب، حيث تم اكتشاف شاهدة من العصر الحديدي المتأخر. كما عثرت الحفريات على مستوطنة ريفية بها نظام معقد من الصهاريج يعود تاريخها إلى العصر الحديدي، وبقايا أواني من الطين تشير إلى احتلال يعود تاريخه إلى الألفية الثانية قبل الميلاد.

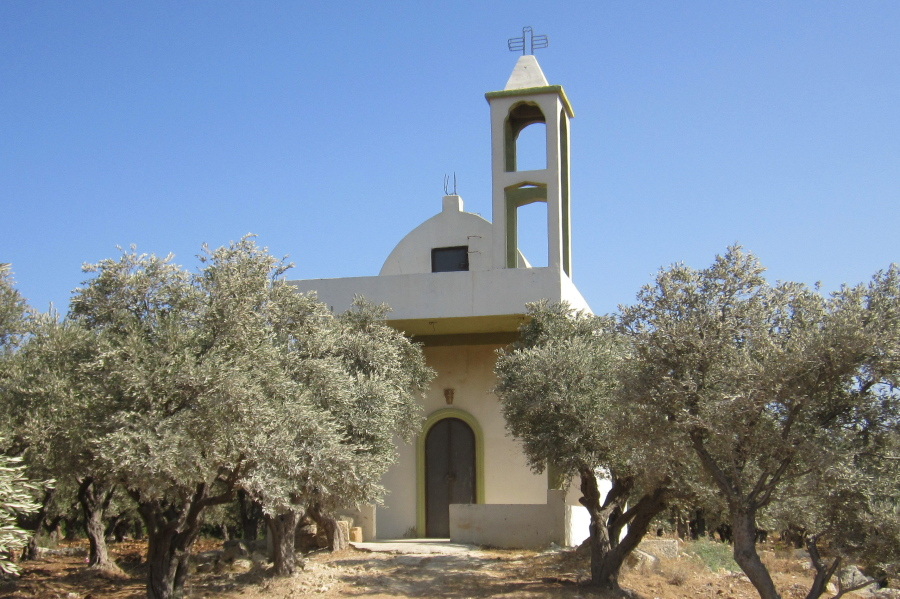
سيدة الهريش (الخرايب)

خلال الفترة الفارسية (539-330 قبل الميلاد)، ازدهرت فينيقيا اقتصاديًا، وتزايد عدد سكان المدن الساحلية، مما استلزم تحسين الموارد في أراضيها. وقد دعمت السياسة الفارسية التي تهدف إلى تعزيز الزراعة المكثفة داخل المناطق المروية هذا التطور. تم ضمان عيش مدينة صور من خلال إنشاء مراكز زراعية ريفية قديمة تمتد من الساحل إلى جنوب فلسطين. لعبت هذه المناطق الريفية، وخاصة تلك الواقعة بالقرب من الأنهار، دوراً حاسماً في اقتصاد صور وشهدت ظهور سلسلة من المستوطنات المخطط لها. وفي سياق التنظيم الإقليمي هذا، حدث توسع في مدينة الخرايب، وبدأ بناء معبدها الفينيقي في حوالي القرن السادس قبل الميلاد.
يعود تاريخ مدينة الخرايب الحديثة إلى منتصف القرن التاسع عشر. وفي منتصف القرن التاسع عشر تقريبًا، كانت الخرايب وضواحيها مملوكة لناصيف الأسعد، أحد سكان الزرارية. ولأسباب قد تكون اقتصادية أو مرتبطة بالنظام الإقطاعي في ذلك الوقت، انتقلت ملكية الخرايب إلى عائلة قدورة، وهي عائلة بارزة من صيدا. وبحسب روايات محلية، فقد حدث لقاء بين عائلتي الأسعد وقدورة عام 1885، في منطقة تعرف اليوم بظهر العواميد. وبعد وفاة رب الأسرة "قدورة آغا" انتقلت الملكية إلى أبنائه الثلاثة: رأفت، بهجت، ومحترم. سكن كل منهم في القرية، وبدأت عائلات من المناطق المجاورة بالانتقال إليها. وفي عام 1925، أثناء الانتداب الفرنسي على لبنان، بدأت عائلة قدورة ببيع قطع الأراضي لسكان القرية وعائلاتها. اشترت الأسر الثرية الأراضي، في حين قامت الأسر الأقل ثراءً بتجميع الموارد لشراء قطع الأراضي.